# Far East Movement
Far East Movement (stilizat ca Far★East Movement) este un cvartet hip hop american din Los Angeles. Formația a fost înființată în 2003 și constă din Kev Nish (Kevin Nishimura), Prohgress (James Roh), J-Splif (Jae Choung) și DJ Virman (Virman Coquia). Succesul și renume lui Far East Movement a apărut odată cu piesa "Round Round" prezentă în filmul The Fast and the Furious: Tokyo Drift, și în coloana sa sonoră, jocul video și DVD.
După "Round Round", grupul a fost prezent la diferite show-uri și filme, printre care CSI: Miami, CSI: NY, Entourage, Gossip Girl și Finishing the Game. Single-ul lor "Like a G6" a ajuns pe poziția #1 în Billboard Hot 100 Chart și pe iTunes la sfârșitul lui ocotmbrie 2010. Far East Movement are distincția de a fi primul grup asiatico-american care ajunge pe #1 în Billboard Hot 100 în SUA.

## Membri

### Far East Movement
- Kev Nish (Kevin Nishimura)
- Prohgress (James Roh)
- J-Splif (Jae Choung)
- DJ Virman (Virman Coquia) (member since 2009)

### Producători oficiali
- Stereotypes
  - Jon Street (Jonathan Yip)
  - Ray Ro (Ray Romulus)
  - Jerm Beats (Jeremy Reeves)

### Apariții frecvente în evoluții live
- DJ Brass Monkey
- Storm
- Bionik
- Mary Jane

## Discografie
Albume de studio
- Folk Music (2006)
- Animal (2009)
- Free Wired (2010)
- Dirty Bass (2012)

## Filmografie
| An   | TV/Film                                                  | Rol                       | Regizor            |
| ---- | -------------------------------------------------------- | ------------------------- | ------------------ |
| 2009 | "Far East Movement FUTURA" pe YouTube                    | Ei însăși                 | Evan Jackson Leong |
| 2010 | "Love Kills xx: Episode 3" pe YouTube                    | Mobsters                  | Natalia Kills      |
| 2010 | "Free Wired Episode 1 – Downtown L.A is Home" pe YouTube | Ei însăși                 | DPD, Casey Chan    |
| 2011 | So Random!                                               | Musical Guest (Ei însăși) |                    |
| 2012 | America's Best Dance Crew                                | Musical Guest (Ei însăși) |                    |
| 2012 | Mac & Devin Go to High School                            | Detention Students        | Jeff Hard          |